# 한대섭
한대섭(韓大燮, 1977년 ~ )은 독일, 대한민국에서 활동하는 작곡가이다.

## 삶
대한민국 서울 출생이며 독일에서 공부하였다.

## 학력
- 독일, 프란츠 리스트 바이마르 국립음대 (Hochschule für Musik "Franz Liszt" Weimar) 작곡과 연주자과정(Vordiplom), 전문연주자과정(Diplom K.A.), 최고연주자과정(Konzertexamen) 졸업

## 작품
- 2014 Kentridge in the Moon for Flute, Violin, Cello and Percussion[1]
- 2014 Words of Warning for Reader and Brass Ensemble
- 2014 Vertigo for violin solo
- 2013 Lava Tubes Observer for 2 Bassists
- 2013 Her Gentle Gaze for flute, clarinet, violin, cello, percussion and piano[2]
- 2013 7 Words to Oz for ensemble
- 2012 Polyptyque lumineux pour orchestre[3]
- 2012 20Hz for string quartet[4]
- 2011 Amorphing for large orchestra
- 2008 Evening air for violin, cello and piano
- 2006 Das Flüstern einer Sirene für Flöte Solo

## 수상경력
- 2014 ACL 페스티벌 일본대회 당선[5]
- 2013 화음 프로젝트 페스티벌 Call for Score 당선[6]
- 2013 독일 바이마르 국제 작곡콩쿨 오케스트라 부문 1등상 및 관객상
- 2010 캐나다 몰리나리 국제 작곡콩쿨 3등[7]
- 2008 이태리 까밀로 토그니 국제 작곡콩쿨 본상
- 2007 독일 국립음대연합 작곡콩쿨 1등[8]